# 42.ª Brigada Mixta (Ejército Popular de la República)
La 42.ª Brigada Mixta fue una unidad del Ejército Popular de la República que combatió durante la Guerra Civil Española. A lo largo de la contienda estuvo presente en el frente de Madrid, sin tener un papel relevante.

## Historial
La unidad fue creada el 1 de enero de 1937, en el frente de Madrid, quedando bajo el mando del comandante de carabineros Esteban Rovira Pacheco y con el comunista Manuel Piñero Bello como comisario político. Sus batallones se formaron a partir de antiguas unidades milicianas. La 42.ª Brigada Mixta fue agregada a la 6.ª División del Cuerpo de Ejército de Madrid, cubriendo el sector que iba desde la tapia sur de la Casa de Campo hasta el río Manzanares cerca de Villaverde.
Durante la mayor parte de su historia la 42.ª BM no intervino en operaciones militares de relevancia. El 7 de julio de 1937 la brigada realizó un asalto contra las posiciones franquistas en el Vértice Basurero, que terminaría fracasando. Con posterioridad fue agregada a la 65.ª División del II Cuerpo de Ejército.
En marzo de 1939 la unidad se opuso por la fuerza al golpe de Casado, plantando cara a la sublevación. La mañana del 6 de marzo la brigada se puso en marcha, ocupando Fuencarral, Tetuán de las Victorias, Cuatro Caminos y continuó su avance hasta llegar a los Nuevos Ministerios. La 42.ª BM dio un gran rodeo en torno al noroeste de Madrid para así evitar tropezar con otras fuerzas casadistas. Al día siguiente reemprendió su avance por el Paseo de la Castellana y la calle Serrano, ocupando durante el mismo el puesto de mando de la 7.ª División (sito en la plaza del Dr. Marañón), la Comandancia de ingenieros (en la calle del Pinar), el Centro de instrucción militar de la CNT (en la calle de Salas) y la sede del Gobierno Civil (en el Palacio Parque Florido). Al finalizar los combates la unidad regresó a sus posiciones originales.
Al final de la guerra la 42.ª BM se autodisolvió, junto al resto de unidades del Ejército del Centro.

## Mandos
Comandantes
- Comandante de Carabineros Esteban Rovira Pacheco;
- Mayor de milicias Inocencio Fernández López;
- Mayor de milicias José León Adán;
- Mayor de milicias Manuel Fernández Cortinas;[7]
- Mayor de milicias Juan Sánchez Castro;

Comisarios
- Manuel Piñero Bello,[1] del PCE;
- Argimiro García Mayoral, del PCE;
- Máximo Tomás Huete;